# Varovalni elementi na obdelovalnih strojih
Varovalni elementi so sestavni del vsakega obdelovalnega oziroma sestavni del vseh strojev ki jih uporabljamo v proizvodnji ali doma. Namenjeni so za varovanje stroja pred poškodbami in pred prevelikimi in prehitrimi poškodbami. Ti elementi so: zatiči, sorniki, sklopke, zagozde, mozniki, jermeni, električna varovala, termična varovala, itd. 

## Zagozde
Zagozda (tudi klin) je v mehaniki enostavna naprava, običajno v obliki tristrane prizme. Zagozda služi za razdvajane dveh teles ali za cepljenje enega (sekira). Sila za razdvajanje je odvisna od kota zagozde. V strojništvu pa je zagozda strojni del, ki omogoča razstavljive strojne zveze. Običajno je uporabljena bradata zagozda, ki ima del, ki omogoča izbijanje zagozde. S tem, da zabijemo ali potegnemo zagozdo med dva strojna dela, npr. gred in pesto, ju zavarujemo proti medsebojnemu zasuku in osnovnemu premiku ter omogočimo prenos navora. Značilen za zagozdo je nagib, ki je največkrat 1:100, lahko pa je od 1:10, odvisno od vrste in uporabe zagozde. Zagozde so iz jekla, da se pri zabijanju ne krčijo.

## Mozniki
So elementi pravokotnega preseka z vzporedno zgornjo in spodnjo ploskvijo, ki jih vstavimo v ustrezne utore med gred in pesto. Med utorom pesta in gornjo ploskvijo moznika obstaja ohlap, kar omogoča centrično lego pesta na gredi in s tem visoke vrtilne hitrosti.Mozniki nimajo nagiba, zato ne varujejo strojnih delov proti osnemu premiku. Ločimo tesno vložene moznike, ter drsne moznike. Krajni ploskvi moznika sta največkrat polkrožni lahko pa tudi ravni ali s poševnino. Po potrebi ima moznik še luknjo za  pritrdilni vijak ali luknje za pritrdilna vijaka in odrivni vijak. Mozniki se uporabljajo za ločljivo zvezo pesta z gredjo ter prenašajo navor s površinskim pritiskom na bočnih ploskvah moznika. Mozniki so standardizirani. Uporabljamo jih za nepomično pritrditev pesta na gred ali kot vodilo pesta, ki se premika vzdolž gredi pri istočasnem prenašanju navora.

## Zatiči
Z zatiči zavarujemo ali vzdržujemo medsebojno lego dveh strojnih delov. Obremenjeni so vedno pravokotno na smer svoje osi.  Uporabljajo se tudi za centriranje strojnih delov med seboj, za varovanje strojev, za fiksiranje orodij in sestavnih delov, za omejitev hoda gibljivih strojnih delov, za trdne razstavljive zveze med pestom in gredjo.

## Sorniki
Uporabljamo jih za gibljive razstavljive zveze strojnih delov (avtomobilski in letalski motorji, dvigala, vagoni,…). V zvezi s sornikom lahko oba dela nihata na sorniku ali pa je en del s sornikom trdno vezan. Gibljiv del je sestavljen z ohlapnim ujemom, vezan pa s tesnim ujemom. V natančnih zvezah je giblji del vstavljena ležajna puša. Gibljiv del mora biti mazan.

## Sklopke
Poznamo sklopke za vklapljanje, ki omogočajo hitro vzpostavitev ali prekinitev zveze med gonilnim in grednim postrojanja. Sklopke po navadi uporabljamo tam, kjer elektromotor izmenično poganja več agregatov ali kadar moramo za navora izmenično vključevati različne zobniške pare ali druge elemente za nadaljnji prenos moči.te sklopke delimo na dve podvrsti: na sklopke za vklapljanje z obliko in sklopke za vklapljanje s silo.

## Jermeni
KLINASTI JERMENI so gumijasti jermeni z vloženimi tekstilnimi vlakni kot nosilnimi nateznimi elementi. Narejeni so iz:Sintetične gume, ki garantira konstantno trdoto. Lahko tudi iz poliesterske nitke, ki omogoča elastičnost in visoko zmogljiv prenos moči. Ali kot enojno ovijanje (za tipe Z, A in B) in dvojno ovijanje (za tipe C in D) s kloroprenom impregnirano tkanino, ki je odporna na vročino, maščobe, obrabo in ozon. Uporabljamo jih pretežno pri odprtih gonilih. Nekatere pa tudi v avtomobilski industriji.